# Michał Kazimierz Ogiński
Hoàng tử Michał Kazimierz Ogiński xứ Oginiec (sinh khoảng năm 1730 tại Warsaw – mất tại Słonim hoặc Warsaw) là một quý tộc người Ba Lan. Ông nắm giữ chức vụ chính trị và là một chỉ huy quân sự trong Đại công quốc Lietuva (lúc đó là một phần của Liên bang Ba Lan và Lietuva. Ông cũng là một nhạc công và nhà soạn nhạc nổi tiếng.

## Tiểu sử
Michał Kazimierz Ogiński bắt đầu sự nghiệp chính trị của mình ở tuổi 18 với một vị trí cấp trung trong cơ quan hành chính của Nhà nước. Năm 1764, ông trở thành một trong những ứng viên của Nga cho ngai vàng Ba Lan-Litva. Khi Stanisław August Poniatowski được chọn kế vị, ông được phong làm Sứ quân xứ Vilnius. Sau đó, Ogiński tham gia Liên minh quý tộc chống Nga. Bị quân Nga dưới sự chỉ huy của Alexander Suvorov đánh bại trong Trận Stołowicze, ông buộc phải lưu vong. Năm 1768, ông được phép trở về và trở thành một trong hai chỉ huy quân sự cấp cao nhất của nhà nước Ba Lan-Litva. Ogiński là thành viên của Đảng Yêu nước trong Thượng nghị viện từ năm 1788 đến năm 1791. Tuy nhiên, sau thất bại của phe mình trong Chiến tranh Ba Lan-Nga năm 1792, ông từ chức và lui về trang viên của gia đình ở Słonim.
Ngoài sự nghiệp chính trị và quân sự, Ogiński còn là một kỹ sư và nhạc sĩ nổi tiếng. Ông đã góp phần xây dựng con đường Pińsk–Volhynia, kho vũ khí ở Vilnius, và Kênh đào Oginski để nối lưu vực sông Neman và sông Dnepr (1765-1784). Ông cũng xây nhiều nhà máy và xưởng đúc tại những vùng đất thuộc về gia đình mình. Ogiński đồng thời là một nhạc công và nhà soạn nhạc nổi tiếng. Ông là ân nhân của nhiều nghệ sĩ. Tại triều đình của mình ở Słonim, Ogiński đã tổ chức hai đoàn kịch (Ý và Ba Lan), một nhà in và một dàn nhạc. Ông cũng sửa đổi thiết kế của đàn hạc và viết một số tác phẩm âm nhạc. Ogiński cùng Jan Szczepan Kurdwanowski là hai học giả Ba Lan đã đóng góp vào cuốn Encyclopédie của Pháp. Ông là em họ của Andrzej Ignacy và là cha của nhà soạn nhạc Michał Kleofas Ogiński. Có khả năng nhiều bản âm hưởng của Michał Kleofas được sáng tác bởi Michał Kazimierz, trong đó có bài Farewell to My Homeland nổi tiếng.

## Danh hiệu
- Huân chương Đại bàng trắng, Ba Lan
- Huân chương Thánh Stanislaus, Ba Lan
- Huân chương Thánh Andrew, Đế quốc Nga
- Huân chương Thánh Alexander Nevsky, Đế quốc Nga
- Huân chương Đại bàng đen, Phổ[3]

## Tác phẩm

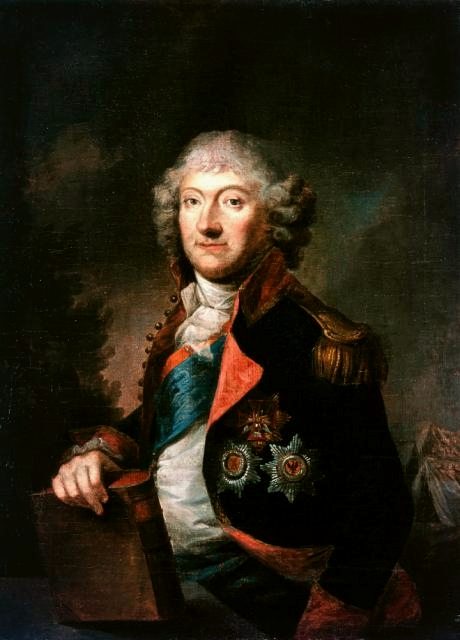
Michał Kazimierz Ogiński

Ông là tác giả của các tác phẩm văn học được xuất bản dưới bút danh Słonimski.
- Żarty dowcipne dla czytelnika z różnych autorów zebrane (1780)
- Xiążka in Octavo majori (1781)
- Powieści historyczne i moralne (1782)
- Bayki i niebayki (1788)
- Noc Jungia – thơ (1788)

Hài kịch:
- tiếng Pháp: La fête du jour de nom (tiếng Ba Lan: "Uczta imieninowa") - 1784

Opera:
- Opuszczone dzieci – 1771, Słonim
- Filozof zmieniony – 1771, Słonim
- Telemak – 1780
- Kondycje stanów – 1781, Słonim
- Pola Elizejskie – 1781, Słonim
- Cyganie – 1786, Siedlce
- Mocy Świata – trước năm 1788, Słonim

Bài hát:
- Do Temiry – 1788